# トポラ
トポラ（セルビア語: Topola/Топола）はセルビアの町および基礎自治体でシュマディヤ郡に属する。トポラは1804年に起こったオスマン帝国に対する蜂起である第一次セルビア蜂起のリーダーにカラジョルジェが最初に選ばれた場所である。地元のオプレナツ教会(en)はカラジョルジェヴィチ家の埋葬地となっている。トポラの地名はポプラの意味である。

## 歴史
この地域で集落が急増したのは1389年のコソボの戦い後で、多くの中世期の共同墓地がトポラでは見ることが出来る。ステファン・ラザレヴィッチ専制公は近郊のクルクヴィネで亡くなり埋葬されている。トポラの南にあるルドニクの町は1459年1月20日にオスマン帝国に落とされた。ある集落はデスポトヴィツァと名付けられており、これは攻め落とされたセルビア専制公国を記念したものであった。17世紀、この地域ではさらに多くのセルビア人の定住が進んだ。
トポラは1781年、ヴォジュド・カラジョルジェによってカメニツァ川河畔に設立されている。町は第一次セルビア蜂起時に1804年のKučuk-Alijaによるシュマディヤでの略奪行為の時に破壊され、カラジョルジェの家は放火された。1805年になると町の復興が始まり、町は城塞都市のようになりカラジョルジェは廃墟となった以前の住居に新しく大邸宅やいくつかの建物を周囲に建て、柵やのぞき穴を備えて防御しトポラは戦略的な定住地となった。抵抗が成功すると、トポラは政治的な重要性を得る。ヴォジュドはさらに拡張され、1808年から1813年にかけ大きな壁と塔、学校、教会、他の多くの建物が建てられた。トポラはカラジョルジェの中心としてセルビアの革命の中心の場所にもなった。1814年になると町は反乱に対するオスマン帝国の締め付により深刻なダメージを受けて終焉をむかえ、廃墟だけが残った。カラジョルジェの息子であるアレクサンダル・カラジョルジェヴィッチ（Aleksandar Karađorđević）によって再び町は復興され住民たちにより建物や商店が造られ、1858年にオブレノヴィッチ家が戻るとさらに開発が進んだ。

## 経済
トポラの産業は農業や畜産が中心で、野菜や果物の栽培、牛の飼育が行われている。

## 関係者
出身者
居住その他ゆかりある人物
- ペータル2世、アレクサンドラ（旧ユーゴスラビア王国国王夫妻）
  - 2代目国王にして1945年に退位した最期の国王及び王妃。2013年1月にトポラ近郊オプレナツ教会（聖ジョルジェ教会）にあるカラジョルジェヴィチ家の大霊廟に改葬された。
- パヴレ・カラジョルジェヴィチ、オルガ・ティス・エラザス（旧ユーゴスラビア王国摂政宮夫妻）
  - 夫妻と次男ニコラらはスイス・ローザンヌのボワ＝ド＝ヴォー墓地に埋葬されたが、2012年10月4日、同カラジョルジェヴィチ家の大霊廟に改葬された[1]。長男アレクサンダルも2016年に死去後、同霊廟に埋葬された。